# Джованні I Орсіні
Джованні I Орсіні (італ. Giovanni Orsini, грец. Ιωάννης Α΄ Ορσίνι; д/н — 1317) — пфальцграф Кефалонії та Закінфу в 1304—1317 роках.

## Життєпис
Походив з римського шляхетського роду Орсіні. Син пфальцграфа Ріккардо I. У 1292 року за рішенням батька пошлюбив доньку епірського деспота Никифора I Комнін Дуки, яка деякий час до того перебувала на Кефалонії як заручниця. Це викликало обурення Никифора I. У 1295 році перебрався до двору епірського деспота. Там Джованні так здружився зі своїм тестем, що той дарував йому у володіння острів Лефкаду та пообіцяв подарувати сусідній острів Ітака, але не встиг цього зробити.
1304 року після загибелі батька повертається на Кефалонію, де став пфальцграфом. Невдовзі до нього стала позиватися мачуха Маргарет де Віллардуен, яка вимагала маєток Каточі в Епірі і 100 тис. гіперпіронів. Спочатку ахейский князь Філіп I виніс рішення на користь Джованні, особливо після того як той 7 квітня 1304 року подарував князю 3656 гіперперонів і склав оммаж. Тоді Маргарет звернулися за допомогою до бальї Ніколи III де Сент-Омеру. Зрештою було досягнуто угоду, за якою Орсіні заплатив Маргарет де Віллардуен 20 тис. гіперперонів.
Невдовзі погиркався з Ніколою III де Сент-Омер, своїм шваргом, який став нехтувати дружиною, а потім запроторив у своєму замку. Тоді Джованні I організував її викрадення і втечу на Кефалонію.
Водночас у 1304 році за наказом Карла II, короля Неаполю, долучився до військової кампанії проти Епірського деспотату, де король намагався посадити на трон свого сина Філіппа Тарентського. З перервами бої тривали до 1307 року.
1315 року втрутився за суперечку за спадок Ахейського князівства, підтримав претендента інфанта Фернандо Майоркського. 1316 року Джованні Орсіні перейшов на бік княгині Матильди де Ено, на боці якої відзначився у вирішальній битві біля Маноласи. Невдовзі за цим за деякими свідченнями отруїв князя Людовика Бургундського.
Помер Джованні Орсіні 1317 року. Йому спадкував старший Нікколо.

## Родина
Дружина — Марія, донька Никифора I Комнін Дуки, деспота Епіра
Діти:
- Миколай (1295—1323), пфальцграф Кефалонії та Закінфу
- Джованні (1300—1336), пфальцграф Кефалонії та Закінфу
- Гвідо
- Маргарита, дружина Вільгельма Токко, губернатора Корфу